# René Chartier
René Chartier (1572, Vendôme - 29 d'octubre de 1654) fou un metge francès.
Fou metge de les filles d'Enric IV i Lluís XIII, professor a la Facultat de Medecina de París i catedràtic de medecina al Col·legi Reial del 1617 al 1623. Edità les obres d'Hipòcrates i Galè, en grec i en llatí, i de Barthélemy Pardoux i de Jacques Houllier, en llatí.